# Società Italiana Servizi Aerei
La Società Italiana Servizi Aerei (S.I.S.A.) fu una compagnia aerea italiana fondata nei primi anni '20. Attiva anche nell'addestramento dei piloti di idrovolante fu la prima azienda di trasporto aereo passeggeri ad essere costituita on Italia e la prima ad effettuare voli regolari di linea.

## Storia

### Anni '20 e '30
I fratelli Alberto, Guido e Oscar Cosulich, proprietari di un'importante impresa armatoriale di Monfalcone, già fondatrice e proprietaria del Cantiere Navale Triestino (oggi Fincantieri), acquistarono nel 1921 un biplano FBA Type H, dismesso dalla Regia Marina, allo scopo di trasportare clienti di riguardo da Trieste agli alberghi di loro proprietà a Portorose, in Istria (attuale Slovenia).
Constatato quanto fossero apprezzati quei brevi percorsi in aereo, i fratelli Alberto e Oscar decisero di istituire una vera impresa di navigazione aerea. La S.I.S.A. fu quindi fondata nel 1921 (ma registrata nel 1922) a Lussinpiccolo (attuale Losinj, in Croazia), allo scopo di effettuare voli turistici tra Venezia e Portorose. Alberto Cosulich ne fu il primo presidente, mentre al fratello Oscar fu riservata la carica di vice. All'energico conte Luigi Maria Ragazzi fu affidato il compito di direttore operazioni.
Nel 1924 iniziarono a svolgersi voli tra Venezia e Trieste che servirono all'azienda per acquisire dati ed informazioni circa i costi ed i mezzi da utilizzare. Il 15 maggio 1924 venne effettuato il primo volo sulla direttrice Trieste-Venezia-Pavia-Torino, la "Rotta 1" nell'elenco delle concessioni governative.

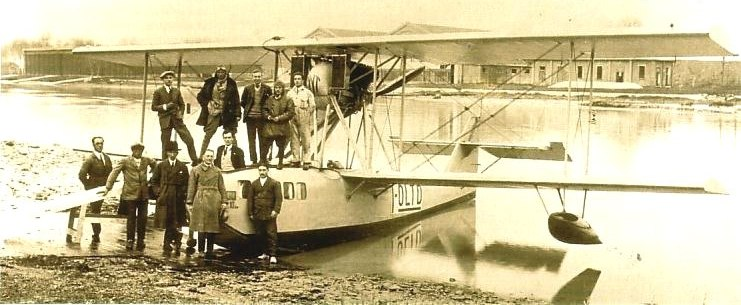
Inaugurazione della linea Torino-Venezia nel 1926, con idrovolante CANT 10ter.

Il 1º aprile 1926 venne ufficialmente inaugurata la linea "trasversale" Torino-Pavia-Venezia-Trieste con un volo dimostrativo di due coppie di idrovolanti, rispettivamente e contemporaneamente in partenza dai capoluoghi del Piemonte e della Venezia-Giulia, con i quali si assicurò il raggiungimento della destinazione in un solo giorno. In verità, durante l'inaugurazione, gli inconvenienti tecnici non mancarono e solamente uno dei quattro velivoli riuscì a compiere il viaggio nel tempo stabilito. Nello stesso anno la linea incluse scali intermedi a Venezia, Adria, Ostiglia, Casalmaggiore, Piacenza, Pavia e Casale Monferrato. La flotta dedicata a tali attività era costituita da quattro idrovolanti CANT 10ter che avevano la possibilità di trasportare il pilota e cinque passeggeri. La cadenza del collegamento Est-Ovest era trisettimanale, con scali "a richiesta" nei principali porti fluviali del Po. Il prezzo del biglietto era di 350 Lire e, nonostante fosse elevato per l'epoca, l'aviolinea ottenne un notevole successo. Il 15 ottobre dello stesso anno furono attivate anche le tratte tra le città di Trieste, Pola, Zara e Ancona.

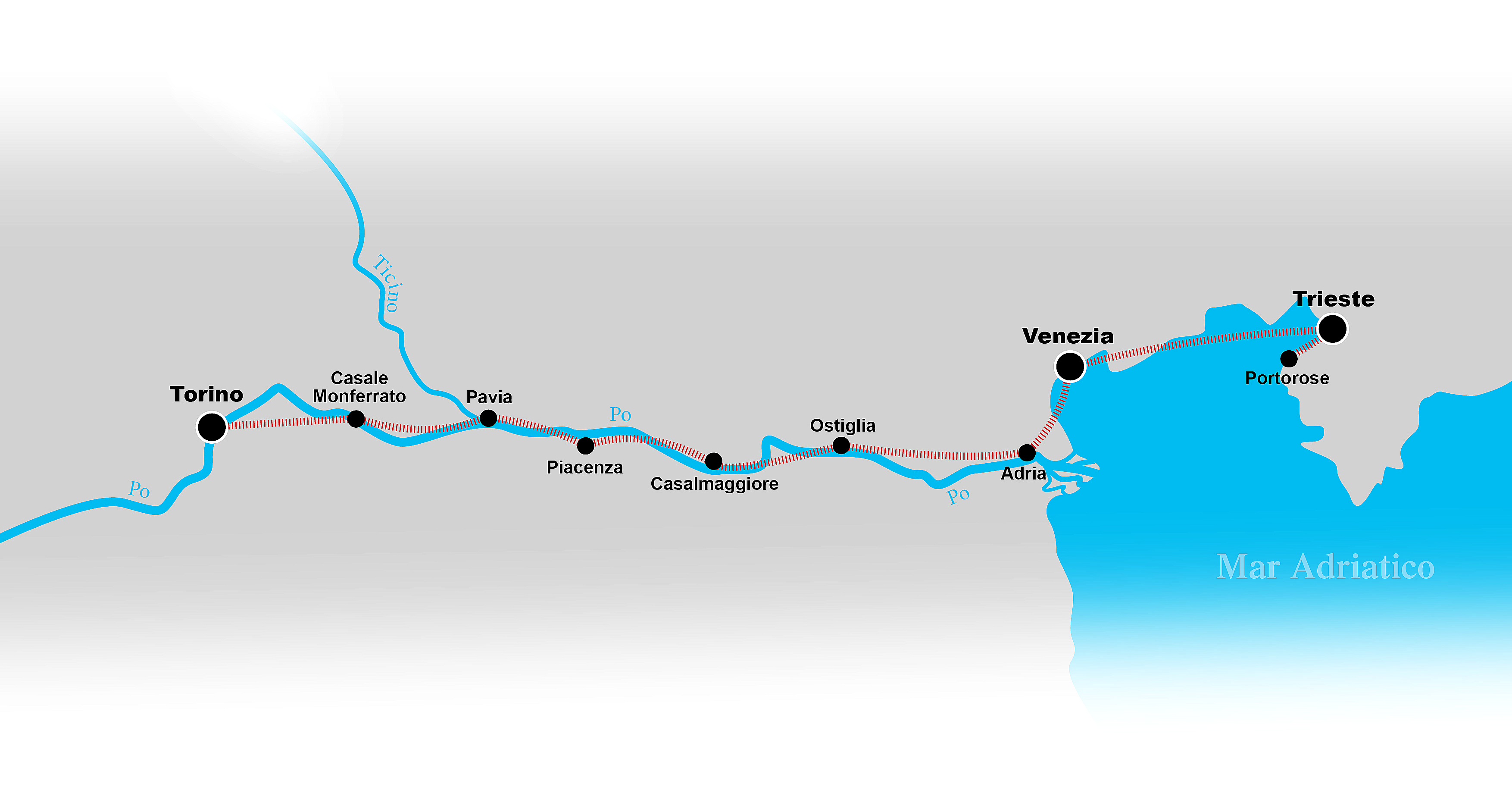
Il tracciato del primo collegamento SISA, da Trieste a Torino lungo il corso del Po.

Nel 1924 fu attivata una scuola di volo per piloti di idrovolanti civili e militari. Per l'addestramento furono impiegati CANT 7 ed il secondo prototipo del trimotore CANT 6. Quindi anche S.16.
Con il consolidamento e l'espansione delle attività iniziò anche il rinnovamento del parco macchine. I CANT 7 furono sostituiti dai CANT 18, mentre, a partire dal 1928, dopo un impiego a scopo valutativo sulla tratta Brindisi-Valona (Albania), il trimotore CANT 22 iniziò progressivamente a sostituire i CANT 10ter. Nel giugno 1930 l'aerolinea entrò a far parte di C.R.D.A. (Cantieri Riuniti dell'Adriadico) che raggruppava tutte le attività industriali della famiglia, significativamente sostenute da COMIT-Banca Commerciale Italiana. Alla guida del gruppo industriale fu posto Augusto Cosulich, ma l'attività di trasporto aereo era stata progressivamente ridotta: nel 1931 il Venezia-Trieste-Fiume era l'unico collegamento rimasto mentre nell'anno seguente fu prolungato lungo la costa della Dalmazia.
All'inizio degli anni '30 iniziò la fase di concentrazione delle compagnie aeree italiane ed anche SISA fu inclusa questo processo, fortemente voluto dal governo di Roma. Il 1° agosto 1934 fu assorbita dalla statale Società Aerea Mediterranea, che, nel 1931, aveva già acquisito la Transadriatica. La riorganizzazione già in atto in SAM sfociò, il 28 agosto, nell'adozione del nome Ala Littoria. Nella relazione finale del 1934, in cui annunciavano la chiusura dell'azienda, il presidente Guido Cosulich e il direttore generale Antonio Maiorana tracciarono un breve consuntivo della SISA che, fino a quel momento, aveva totalizzato 12.093 viaggi in 28.710 ore di volo, percorrendo 4.032.286 chilometri e trasportato 59.021 passeggeri, 84.952 chili di posta e giornali, oltre a 947.146 chili di merci varie, con una media di regolarità di linea pari al 99,42% e una media di regolarità d'orario del 96,88%.

### Anni '40

SISA DC 3

Dopo la Seconda Guerra Mondiale la famiglia Cosulich si rimise in gioco e ricostituì già nel 1946 la società con sede legale a Trieste, all'epoca "Territorio Libero" sotto controllo anglo-americano. Secondo quanto stabilito dalla commissione interalleata si potevano programmare collegamenti aerei in ambito nazionale. Furono acquistati sette Douglas C-47 di origine militare, affidati alle Officine Aeronavali di Venezia per la riconversione al trasporto civile (DC 3). Nel frattempo i proprietari procedettero alla rimessa in funzione dell'aeroporto "Amedeo Duca d'Aosta" di Gorizia e avviarono trattative con gli enti d'aviazione di Cecoslovacchia, Jugoslavia, Grcia, Turchia per effettuare collegamenti aerei tra le capitali in regime di reprocità. Qualcuno fece osservare che l'aeroporto di Gorizia era molto vicino al confine con la neonata Repubblica Federale Socialista della Jugoslavia, una frontiera piuttosto "calda".
La nuova SISA inaugurò i voli l'8 giugno 1947 per Venezia e per Roma-Napoli. Tra i progetti c'erano anche Atene, Beirut, Baghdad, Bassora, Marsiglia, Barcellona, Vienna e Praga, ma nessuna di queste rotte fu mai attivata. Incoraggianti, comunque, i primi mesi di attività: oltre 528.000 chilometri volati, oltre 16.000 passeggeri, oltre 37.000 chilogrammi di merce, posta, giornali. Nell'autunno 1948 le operazioni di volo furono integrate in quelle di A.L.I.-Avio Linee Italiane. La fusione completa avvenne il 1° gennaio 1949 (legalmente il 27 agosto successivo) con la nascita di ALI - Flotte Riunite.

## Flotta

### 1926-1934
- CANT 10ter
- CANT 22
- Savoia-Marchetti S.55

### 1946-1949
- Douglas DC 3